# Willy Kanis
Willy Kanis (Kampen, 27 de julio de 1984) es una deportista neerlandesa que compitió en ciclismo en las modalidades de BMX y pista, especialista en las pruebas de velocidad y keirin.
Ganó tres medallas en el Campeonato Mundial de Ciclismo BMX entre los años 2003 y 2006, y tres medallas en el Campeonato Europeo de Ciclismo BMX entre los años 2004 y 2007.
En pista obtuvo tres medallas en el Campeonato Mundial de Ciclismo en Pista, en los años 2007 y 2009.
Participó en dos Juegos Olímpicos de Verano, ocupando el cuarto lugar en Pekín 2008 en la prueba de velocidad individual y en Londres 2012 el quinto lugar en velocidad por equipos, el noveno en velocidad individual y el 12.º en keirin.

## Medallero internacional

### Ciclismo BMX
| Campeonato Mundial | Campeonato Mundial        | Campeonato Mundial | Campeonato Mundial |
| Año                | Lugar                     | Medalla            | Competición        |
| ------------------ | ------------------------- | ------------------ | ------------------ |
| 2003               | Perth (Australia)         | Medalla de plata   | Carrera            |
| 2005               | París (Francia)           | Medalla de oro     | Carrera            |
| 2006               | São Paulo (Brasil)        | Medalla de oro     | Carrera            |
| Campeonato Europeo |                           |                    |                    |
| Año                | Lugar                     | Medalla            | Competición        |
| 2004               | Klatovy (República Checa) | Medalla de oro     | Carrera            |
| 2005               | Echichens (Suiza)         | Medalla de bronce  | Carrera            |
| 2007               | Romans (Francia)          | Medalla de bronce  | Carrera            |

### Ciclismo en pista
| Campeonato Mundial | Campeonato Mundial         | Campeonato Mundial | Campeonato Mundial    |
| Año                | Lugar                      | Medalla            | Competición           |
| ------------------ | -------------------------- | ------------------ | --------------------- |
| 2007               | Palma de Mallorca (España) | Medalla de plata   | Velocidad por equipos |
| 2009               | Pruszków (Polonia)         | Medalla de plata   | Velocidad individual  |
| 2009               | Pruszków (Polonia)         | Medalla de bronce  | Keirin                |